# Berufsfeuerwehr St. Gallen
Als Berufsfeuerwehr St. Gallen werden die zwei hauptamtlichen Züge der Feuerwehr St. Gallen in der Schweiz bezeichnet. Neben der Berufsfeuerwehr verfügt die Stadt St. Gallen über zwei weitere Kompanien Milizfeuerwehr mit 200 Angehörigen.
Die Berufsfeuerwehr St. Gallen ist für das Gebiet der Stadt St. Gallen und der Gemeinde Untereggen zuständig. In ihrem primären Einsatzgebiet leben zirka 80'000 Menschen. Für weitere Gemeinden im Umland stellt die Berufsfeuerwehr das Hubrettungsfahrzeug. Auch besetzt die Berufsfeuerwehr das Notarzteinsatzfahrzeug der Rettung St. Gallen.
Bei der Berufsfeuerwehr St. Gallen waren im Jahre 2020 41 Personen beschäftigt, je 19 auf den beiden Zügen und 3 in der Führungsebene. Die Berufsfeuerwehrleute arbeiten in 24-Stunden-Schichten, danach haben sie 24 Stunden frei. Ein Zug wird mit 11 Personen besetzt. Die Berufsfeuerwehr untersteht dem Amt für Feuerwehr und Zivilschutz.
Das Feuerwehrdepot der Berufsfeuerwehr befindet sich in der Notkerstrasse 44, in unmittelbarer Nähe des Kantonsspitals und an der Autobahn A1. Im Schnitt arbeitet die Berufsfeuerwehr im Jahr zirka 1000 Einsätze selbständig, also ohne Anforderung der Milizfeuerwehr, ab. Dazu kommen etwa 1300 Einsätze mit dem Notarzteinsatzfahrzeug, welches am Kantonsspital stationiert ist.